# Marchwiel
Marchwiel (en anglais) ou Marchwiail (en gallois) est un village et une communauté du borough de comté de Wrexham, au pays de Galles.

## Géographie
Marchwiel est situé à 4 km au sud-est du centre-ville de Wrexham, sur la route A525 (en).

## Démographie
Au recensement de 2011, la communauté de Marchwiel comptait 1 379 habitants.